# 阿方索·約旦
阿方索·約旦（法語：Alphonse Jourdain，1103年—1148年4月16日），圖盧茲伯爵雷蒙四世與卡斯蒂利亞的艾爾薇拉之子 ，1112年繼承哥哥圖盧茲伯爵貝特朗為圖盧茲伯爵。1105年至1109年間也是的黎波里伯爵。